# Acanthochondria limandae
Acanthochondria limandae – gatunek widłonoga z rodziny Chondracanthidae. Opisał go w 1863 roku duński badacz fauny morskiej Henrik Nikolai Krøyer, nadając mu nazwę Chondracanthus limandae.